# Internationaler Dollar
Der Internationale Dollar (bzw. Geary-Khamis-Dollar, nach Roy C. Geary und Salem Hanna Khamis) ist eine von der Weltbank berechnete Vergleichswährung.
Der Internationale Dollar entstand in den 1960er Jahren an der University of Pennsylvania im „Internationalen Vergleichsprogramm“ (International Comparison Program). Dieses Programm war von der Weltbank in Auftrag gegeben worden. Ziel war es, ein Pro-Kopf-Einkommen zu ermitteln, welches international vergleichbar ist. Durch fixe oder nur bedingt flexible Wechselkurse und internationale Kapitalbewegungen können die am Devisenmarkt ermittelten Wechselkurse dies nicht gewährleisten.
Basis des Internationalen Dollars ist der US-Dollar. Ein internationaler Dollar entspricht stets einem US-Dollar. Umrechnungsfaktor aller anderen Währungen sind die Kaufkraftparitäten (KKP). Die KKP ist die Anzahl an inländischen Währungseinheiten, welche nötig sind, um im Inland die gleiche Menge an Gütern zu kaufen, welche in den USA für einen US-Dollar zu erwerben sind. Die gehandelten Güter müssen dabei identisch oder zumindest vergleichbar sein.
Die Berechnungen des Internationalen Dollars sind aufwendig und das Ergebnis ist nur ein Näherungswert des wahren Wertes.
Eine ähnliche Funktion erfüllt der sogenannte Big-Mac-Index, der aber nur die Kaufkraftparität eines Gutes, des Big Mac, berücksichtigt und somit stark vereinfacht.

## Andere Hilfswährungen
- Europäische Währungseinheit (ECU)
- Asiatische Währungseinheit (ACU), ein Projekt von 2008